# Tinthia
Tinthia is een geslacht van vlinders uit de familie wespvlinders (Sesiidae), onderfamilie Tinthiinae.
Tinthia is voor het eerst wetenschappelijk beschreven door Walker in 1865. De typesoort is Tinthia varipes.

## Soorten
Tinthia omvat de volgende soorten:
- T. beijingana Yang, 1977
- T. cuprealis (Moore, 1877)
- T. cupreipennis (Walker, 1864)
- T. cymbalistis Meyrick, 1926
- T. mesatma Meyrick, 1926
- T. mianjangalica Laštuvka, 1997
- T. postcristatum (Hampson, 1892)
- T. ruficollaris (Pagenstecher, 1900)
- T. spilogastra Le Cerf, 1916
- T. varipes Walker, 1865
- T. xanthopila Hampson, 1919
- T. xanthospila Hampson, 1919